# Wulatelong
Wulatelong („Drak z Wulate“) byl rod teropodního oviraptoridního dinosaura, žijícího na území východní Asie (Čína, Autonomní oblast Vnitřní Mongolsko) v období pozdní svrchní křídy (geologický stupeň kampán, asi před 84 až 72 miliony let).

## Historie
Fosilie tohoto dinosaura (holotyp nese katalogové označení IVPP V 18409) byly objeveny v sedimentech souvrství Bayan Mandahu v roce 2009. O čtyři roky později byly formálně popsány pod jménem Wulatelog gobiensis. Dinosaurus byl popsán z oblasti distriktu Linhe, z nějž byly již dříve popsány teropodí rody Linheraptor (2010), Linhenykus (2011) a Linhevenator (2011).

## Popis

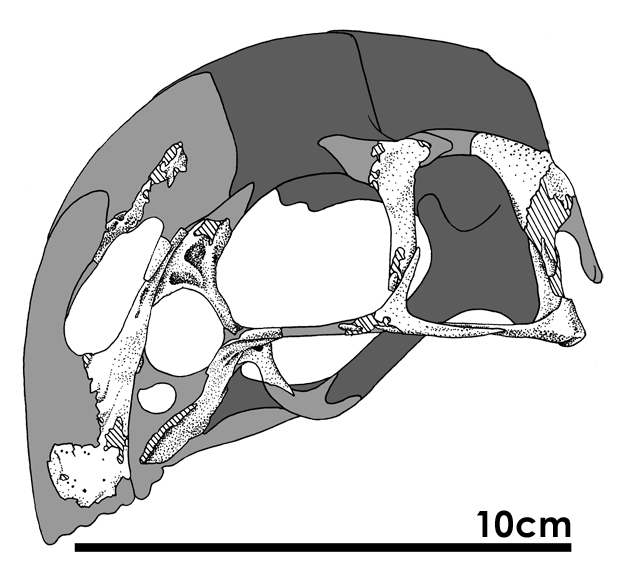
Fragment fosilní lebky rodu Wulatelong.

Tento menší teropod dosahoval délky přibližně 1,7 metru a hmotnosti kolem 25 kilogramů. Stejně jako ostatní oviraptoridi měl prakticky bezzubé čelisti pokryté rohovinou, byl pravděpodobně opeřený a měl silné a dlouhé zadní končetiny.

## Zařazení
Wulatelong byl zástupcem kladu Oviraptorosauria a čeledi Oviraptoridae, jeho sesterským taxonem byl druh Banji long. Dalšími blízce příbuznými druhy byly Tongtianlong limosus, Citipati osmolskae, Rinchenia mongoliensis a Shixinggia oblita.